# 鄭榮 (清朝武官)
鄭榮（？—？），字子開，原籍浙江山陰，清朝武官。曾協助清廷參與鎮壓戴潮春事件，因功累升至安平水師協左營鹿港汛游擊。:428

## 生平
同治元年（1862年），臺灣中部地區戴潮春率天地會眾起事，引起各路地主、股首響應，十一月間，戰火延燒至淡水廳的大甲一帶，鄭榮時任大甲汛守備（臺灣北路協右營:422），率兵與當地民勇聯手迎戰戴潮春反抗軍，據守大甲城鏖戰至十二月中，戴潮春因久攻大甲城不下遂南撤告一段落。同治二年（1862年）正月間，反抗軍另外一支首領林日成再度揮軍進攻大甲城，鄭榮又與候補同知王楨、民間團練林盛與陳瓶合作，通力退敵，此役由官軍得勝，也讓林日成兩齒斷裂、負傷逃遁。
鄭榮後因戰功升職，後在安平水師協左營鹿港汛出任游擊，為彰化縣鹿港地區最高武官。:428根據《戴施兩案紀略》作者吳德功說法，他所認識的鹿港鄉紳曾描述：「鄭榮雖然是武官，但樣貌談吐卻十分儒雅，此外他擅長書法，以草書最出名。」鄭榮在鹿港汛擔任游擊官期間，與當地鄉紳長期交情融洽，民間評價良好。直到光绪十二年（1886年）間，李嘉棠調任署彰化知縣，因李嘉棠厲行「土地丈量」政策，惹得民怨四起，鄭榮因此與李嘉棠相處不睦，更因深受流言纏身被迫去職。光緒十四年（1888年）間，鄭榮離職之後，彰化縣百姓持續對李嘉棠不滿，以浸水鄉紳施九緞為首，彰化縣爆發動亂，進攻彰化縣城，此即施九緞事件。

## 家族
- 兄長鄭元，曾任台灣府淡水撫民同知。